# 3935 Toatenmongakkai
3935 Toatenmongakkai è un asteroide della fascia principale del diametro medio di circa 11,4 km. Scoperto nel 1987, presenta un'orbita caratterizzata da un semiasse maggiore pari a 2,5406497 au e da un'eccentricità di 0,2316536, inclinata di 8,75950° rispetto all'eclittica.
L'asteroide è dedicato all'Associazione Astronomica Orientale, il cui nome in giapponese è traslitterato nell'alfabeto latino come Toatenmongakkai.